# Loudetiopsis kerstingii
Loudetiopsis kerstingii là một loài thực vật có hoa trong họ Hòa thảo. Loài này được (Pilg.) Conert mô tả khoa học đầu tiên năm 1957.